# Mel Gilden
Mel Gilden (1947) is een Amerikaans schrijver van sciencefictionboeken.
Naast het reguliere schrijfwerk heeft Gilden veel arbeid verricht in de televisiewereld. Begin jaren tachtig deed hij dat bij televisieproductiebedrijf Filmation, waar hij verhalen verzon voor de tekenfilmserie He-Man. Later werkte hij bij DIC Entertainment als story editor en schrijver voor onder andere The Real Ghostbusters en M.A.S.K. In totaal heeft hij aan meer dan honderd scripts gewerkt. Daarnaast heeft hij onder meer attracties ontworpen voor verschillende pretparken. Tegenwoordig houdt Gilden zich nog altijd voornamelijk bezig met schrijven en houdt hij geregeld lezingen op scholen. 
Gilden heeft Engels gestudeerd aan de California State University - Los Angeles. Hij woont in Los Angeles (Californië) met zijn vriendin.

## Prijzen
- Selezione Bancarellino-boekenprijs voor kinderfictie